# Антолька (Малопольское воеводство)
Анто́лька (пол. Antolka) — село в Польше в сельской гмине Ксёнж-Вельки Мехувского повета Малопольского воеводства.
Село располагается при международной дороге E77 в 6 км от административного центра гмины села Ксёнж-Вельки, в 7 км от административного центра повета города Мехув и в 40 км от административного центра воеводства города Краков.
В 1975—1998 годах село входило в состав Келецкого воеводства.

## Достопримечательности
- Церковь Непорочного Сердца Пресвятой Девы Марии, построенная в 1967 году;
- Корчма, построенная в 1836 году. Памятник культуры Малопольского воеводства.

## Известные уроженцы
- Генрик Слабчик